# Alcazar de Ségovie
Pour les articles homonymes, voir Alcazar.
L'alcazar de Ségovie est un château fortifié d'architecture mudéjare situé à l'extrémité de la vieille ville de Ségovie en Espagne.
Il est bâti sur un éperon rocheux dominant le confluent des rivières Eresma et Clamores près de la sierra de Guadarrama.
L'alcazar de Ségovie est l'un des châteaux les plus remarquables d'Espagne en raison de sa forme semblable à la proue d'un navire. Initialement construit comme une forteresse, il a servi, au fil des siècles, de palais royal, de prison d'État puis d'académie militaire, avant de devenir un bâtiment à vocation historique et muséal en 1951. Il abrite également le Museo del Alcázar de Segovia, qui présente des pièces d'artillerie anciennes.

## Histoire
L'alcazar de Ségovie, à l'instar de nombreuses fortifications en Espagne, est une forteresse édifiée durant la domination des Almoravides. La première référence remonte à l'an 1120 à l'époque médiévale, environ trente-deux ans après la reconquête de la ville de Ségovie par les Almoravides
Toutefois, des preuves archéologiques récentes suggèrent que le site de l'alcazar servait déjà à l'époque romaine en tant que fortification. Cette théorie est étayée par la présence d'un aqueduc romain à Ségovie, inscrit au patrimoine mondial de l'UNESCO.
Alphonse VIII de Castille et son épouse Aliénor Plantagenêt ont fait de l'alcazar leur résidence principale et de nombreuses campagnes de travaux ont été menées pour ériger les débuts de la fortification de pierre.
L'alcazar de Ségovie est resté tout le long du Moyen Âge une des résidences favorites des monarques du royaume de Castille et une forteresse clé dans la défense du royaume. C'est au cours de cette période que l'édifice actuel a été en grande partie construit et agrandi.
En 1258, certaines parties de l'alcazar ont dû être reconstruites par le roi Alphonse X de Castille, après un éboulement. Peu après, la salle des Rois est construite pour abriter le Parlement. Toutefois, le plus important contributeur à la construction continue de l'alcazar est Jean II qui a fait édifier le nouveau donjon.
En 1474, l'alcazar a joué un rôle majeur dans l'ascension de la reine Isabelle de Castille. Elle y a été couronnée le lendemain de la mort du roi Henri IV en tant que reine de Castille et León.
La rénovation majeure suivante de l'alcazar a été menée par le roi Philippe II après son mariage avec Anne d'Autriche. Il a ajouté l'ardoise sur les clochers pointus afin de ressembler aux châteaux d'Europe du Nord, évoquant l'architecture flamande alors qu'il est également souverain des Pays-Bas. En 1587, l'architecte Francisco de Mora a terminé le jardin principal et l'École des cours d'honneur du château.
La cour d'Espagne s'est installée définitivement à Madrid et l'alcazar a ensuite servi de prison d'état pendant près de deux siècles avant que le roi Charles III n'y fonde l'École d'artillerie royale en 1762. Il a rempli cette fonction pendant près de cent ans, jusqu'au 6 mars 1862 où un incendie a gravement endommagé les toits et le cadre.
Ce n'est qu'en 1882 que le bâtiment a été lentement rétabli dans son état d'origine. En 1896, le roi Alphonse XIII a ordonné que l'alcazar soit géré par le ministère de la Guerre comme un collège militaire.

## De nos jours
Aujourd'hui, l'alcazar est l'un des sites historiques les plus populaires en Espagne et est l'une des trois principales attractions à Ségovie ; il témoigne, avec ses murailles, du rôle de place forte de la ville. Les lieux sont composés, entre autres la salle des Fenêtres à meneaux qui abrite de nombreuses œuvres d'art, la salle du Trône et la salle des Rois avec une frise de statues à l'effigie de rois et reines d'Espagne.

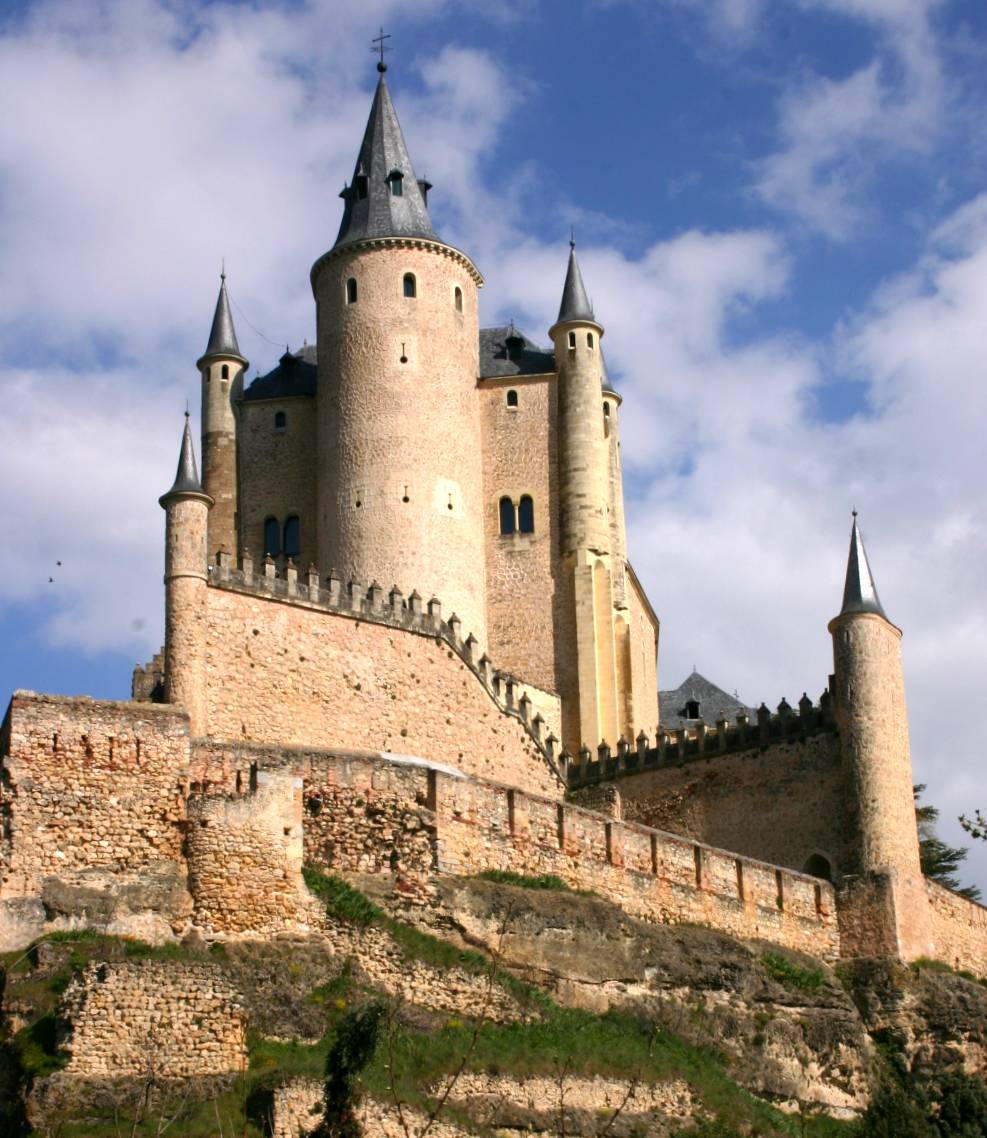
Vue de l'ouest
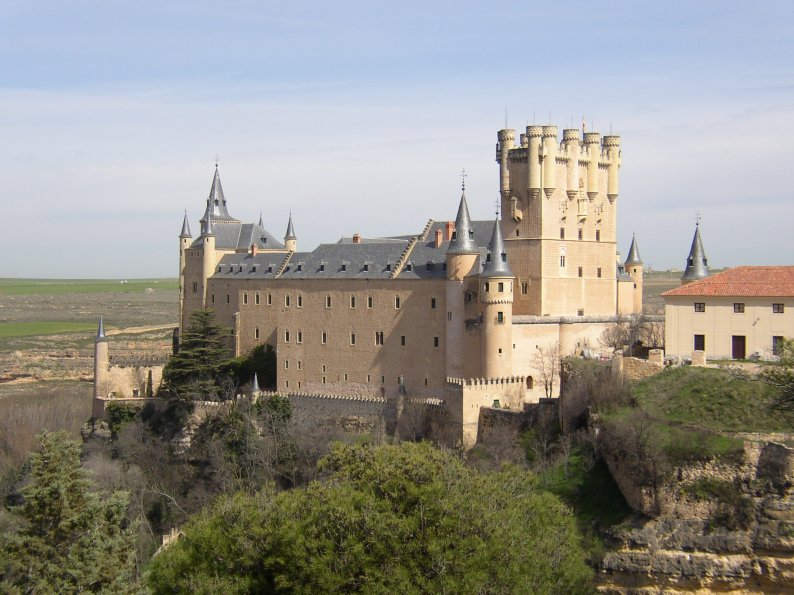
Vue du sud
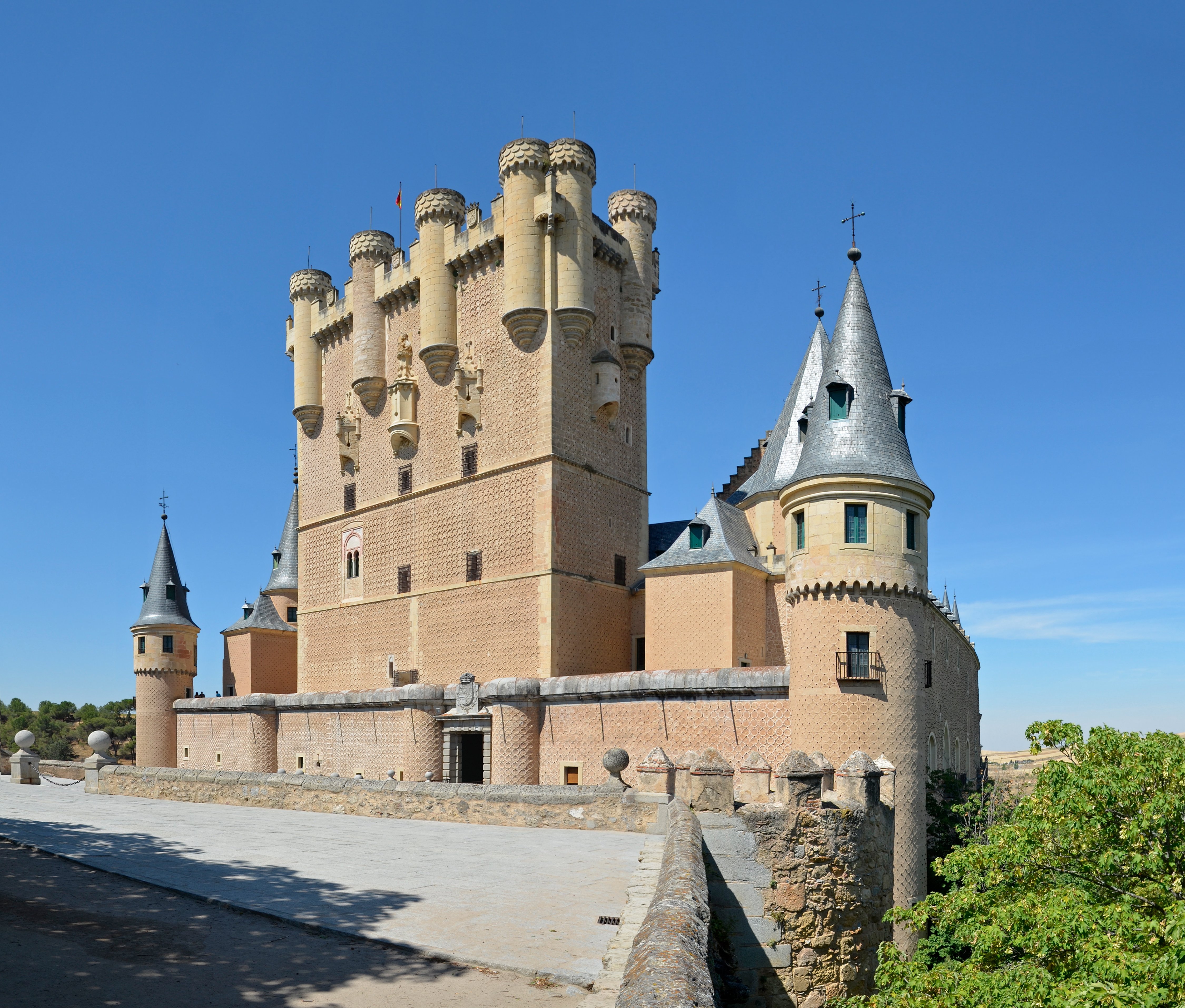
Tour de Jean II
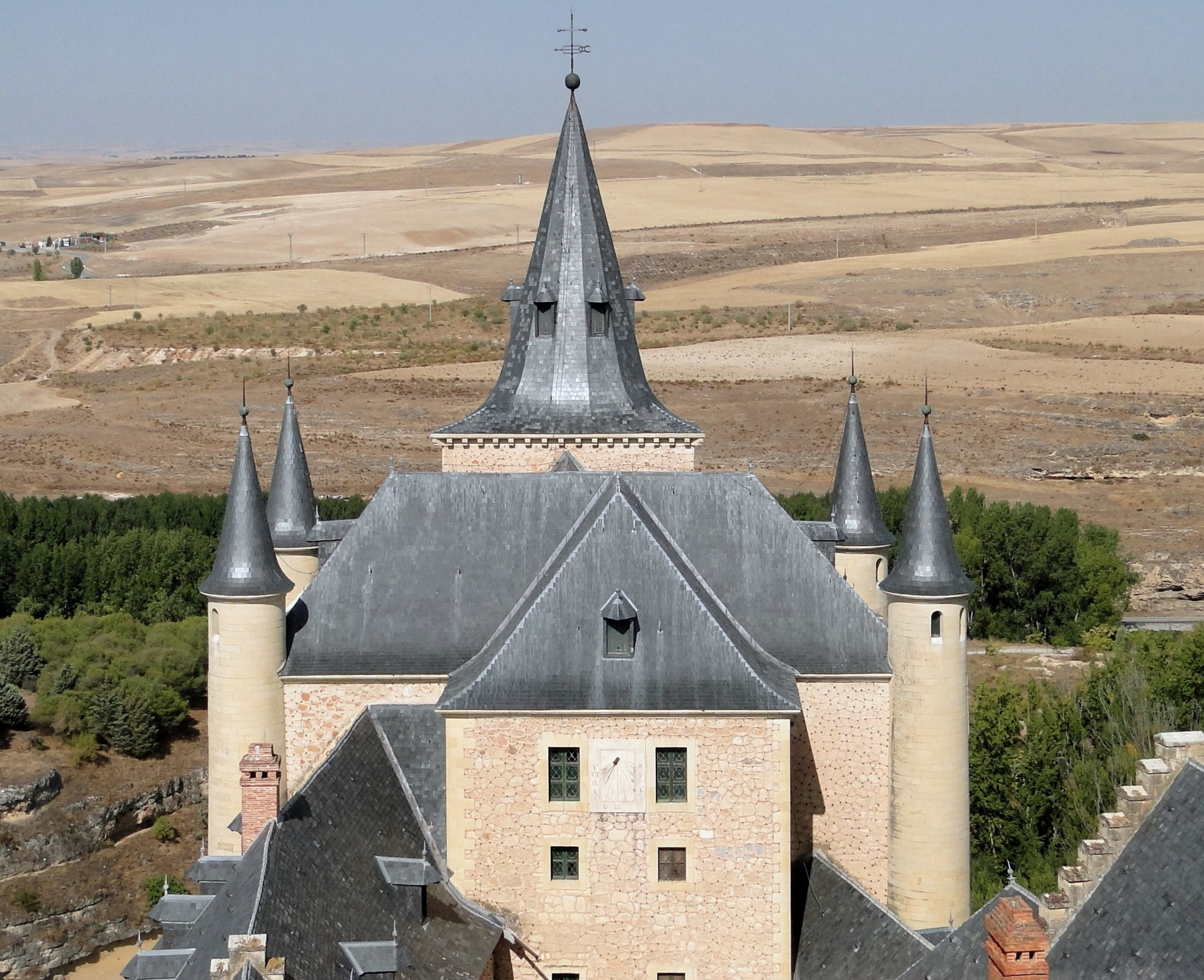
Partie nord-ouest
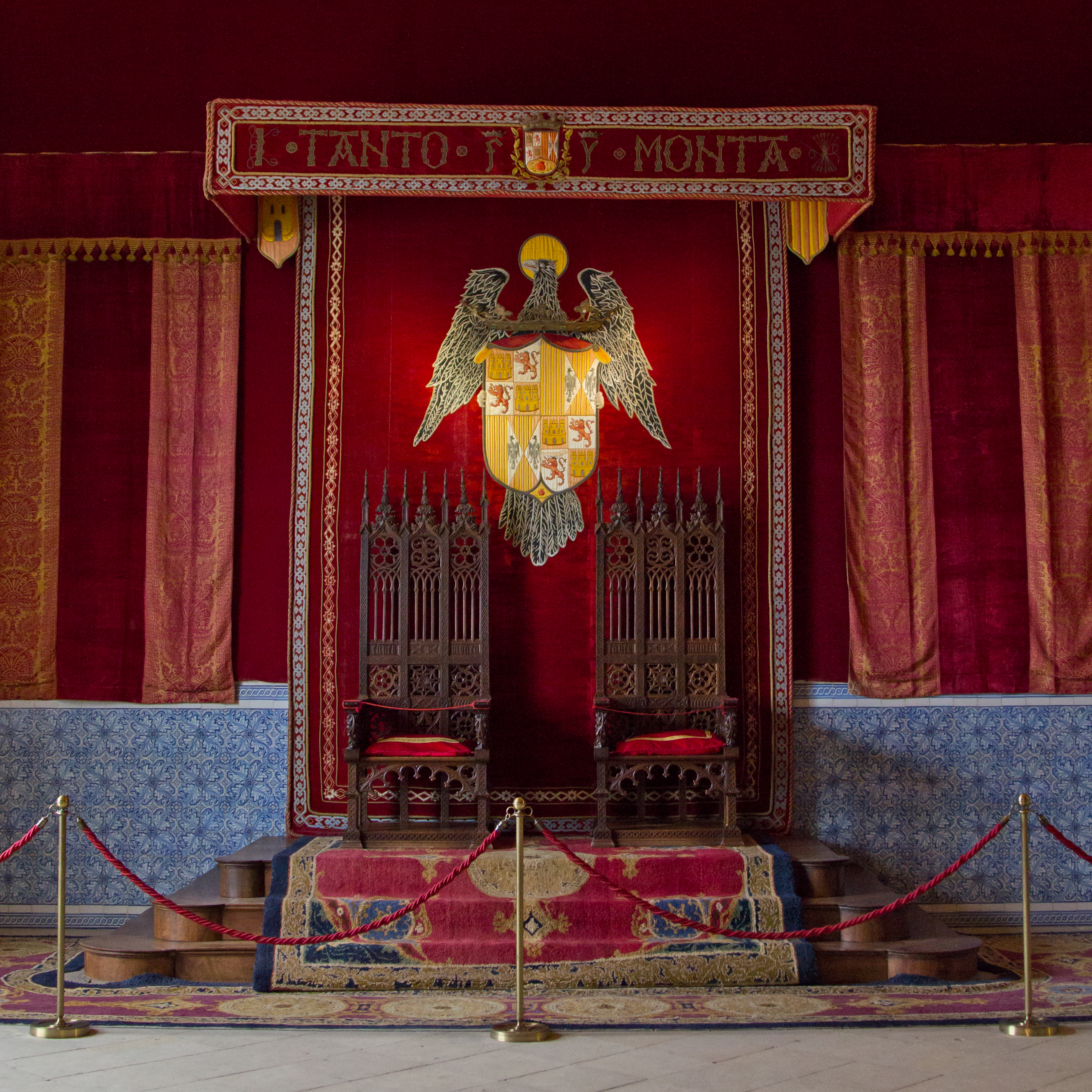
La salle du trône
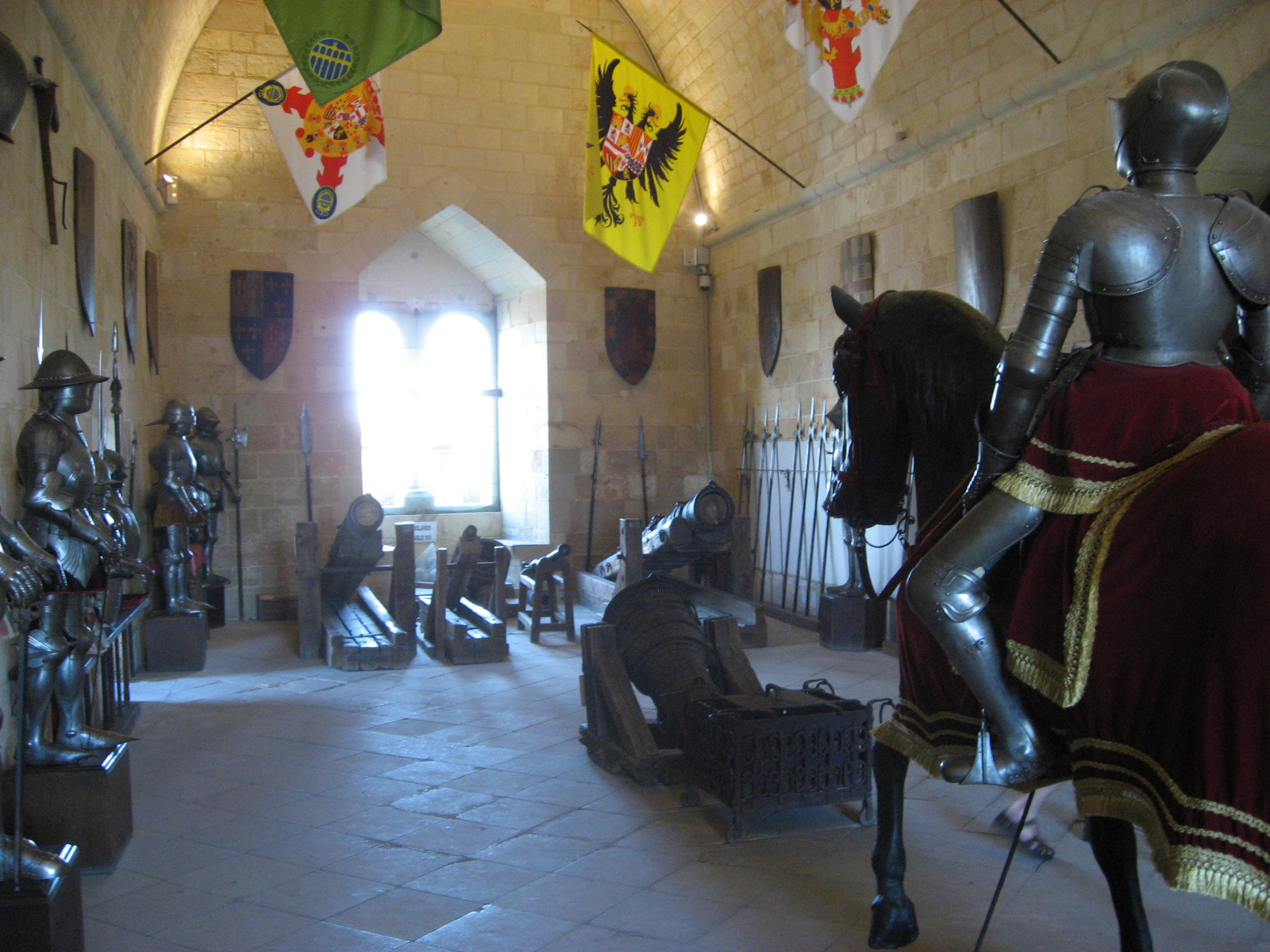
La salle des armures
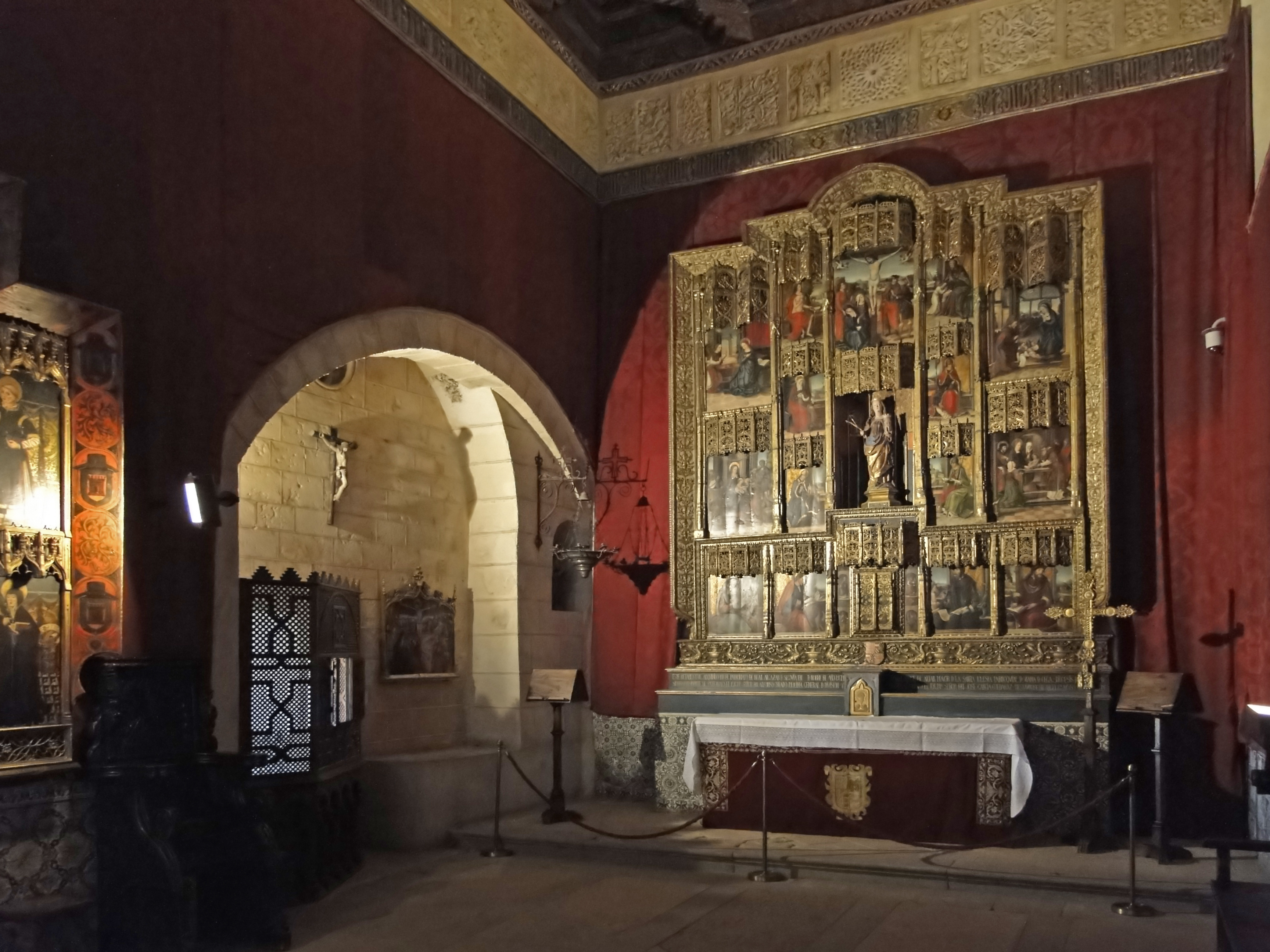
La chapelle
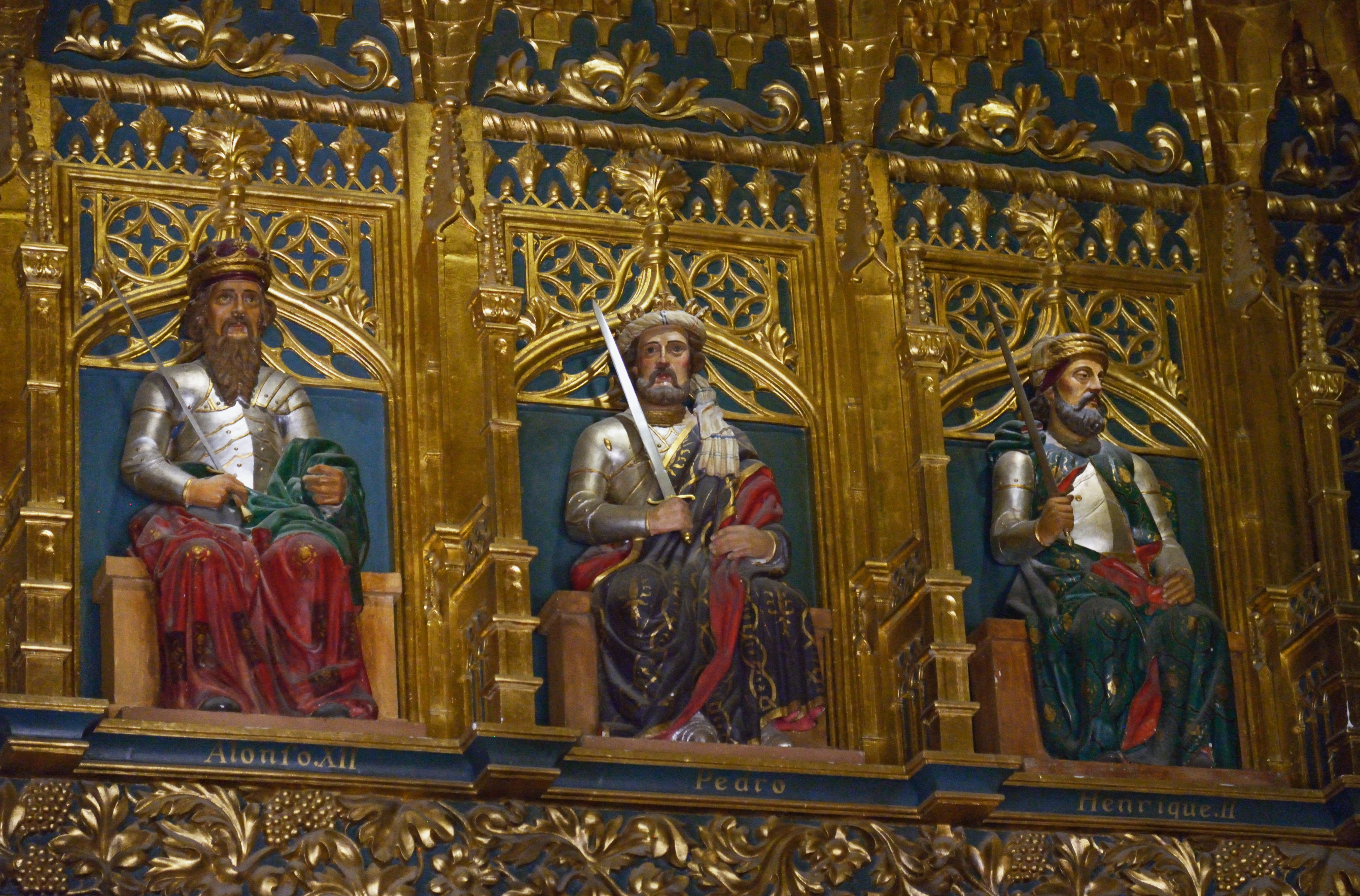
Détail de la salle des Rois
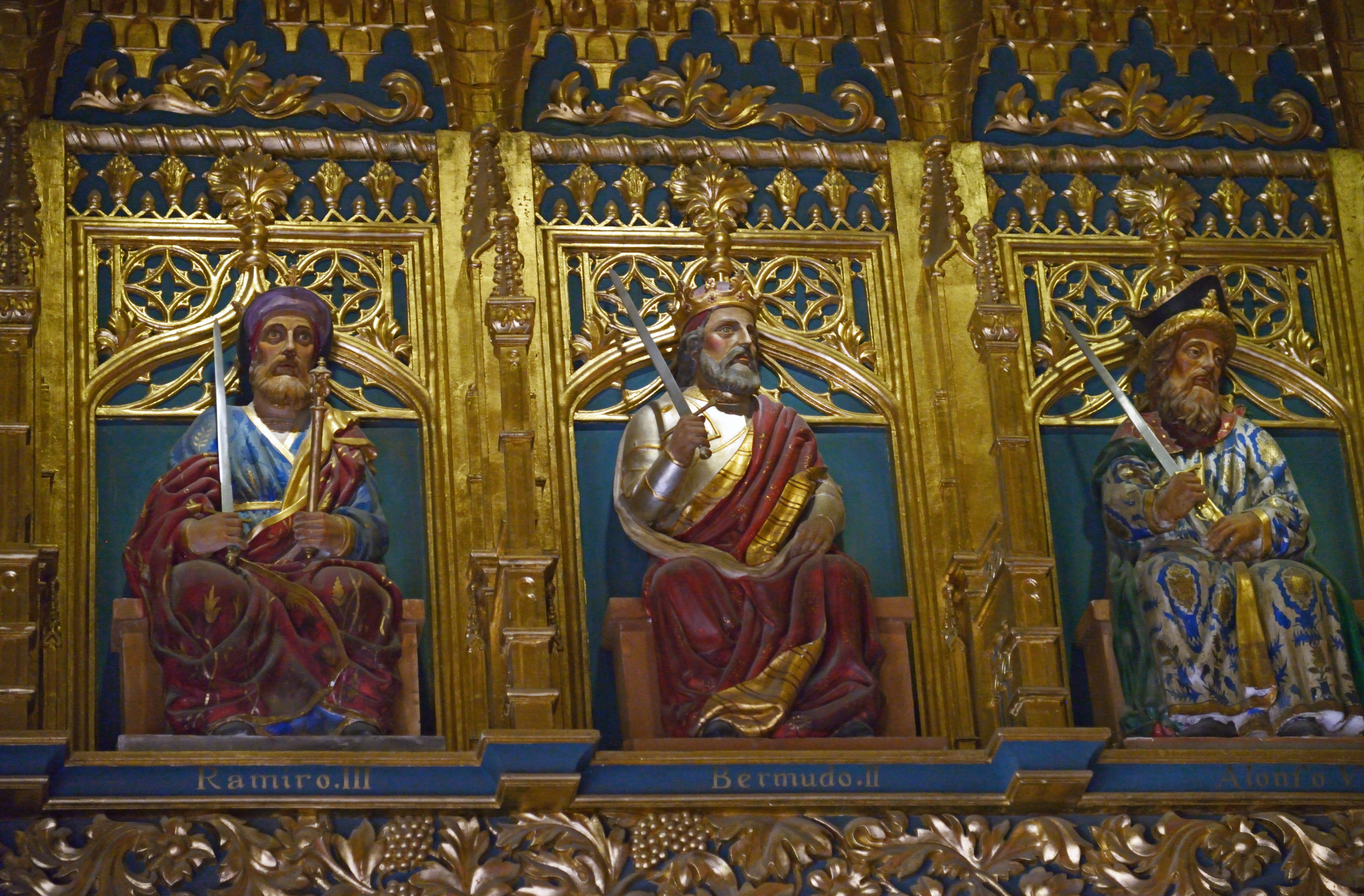
Détail de la salle des Rois
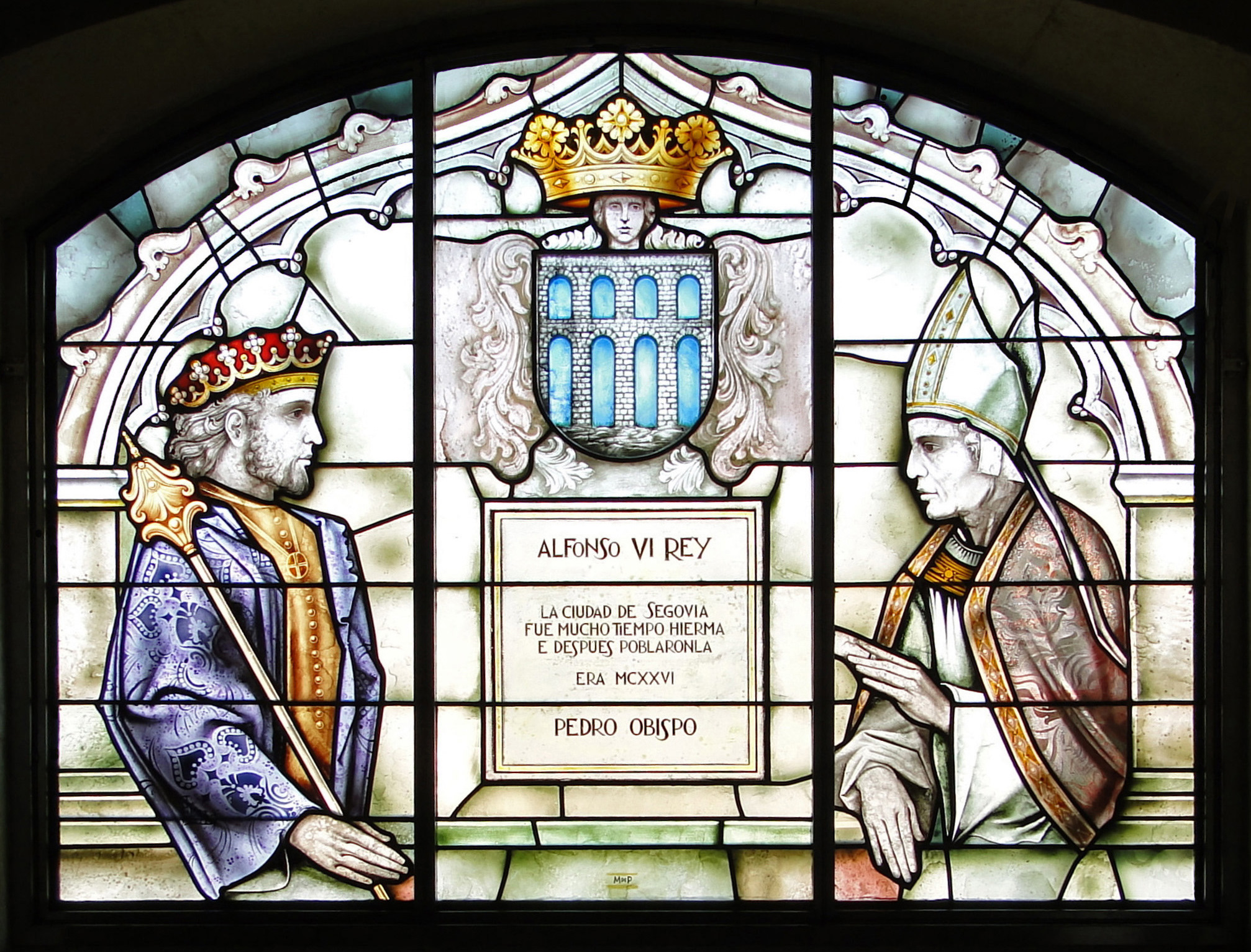
Vitrail situé dans le Boudoir de la Reine
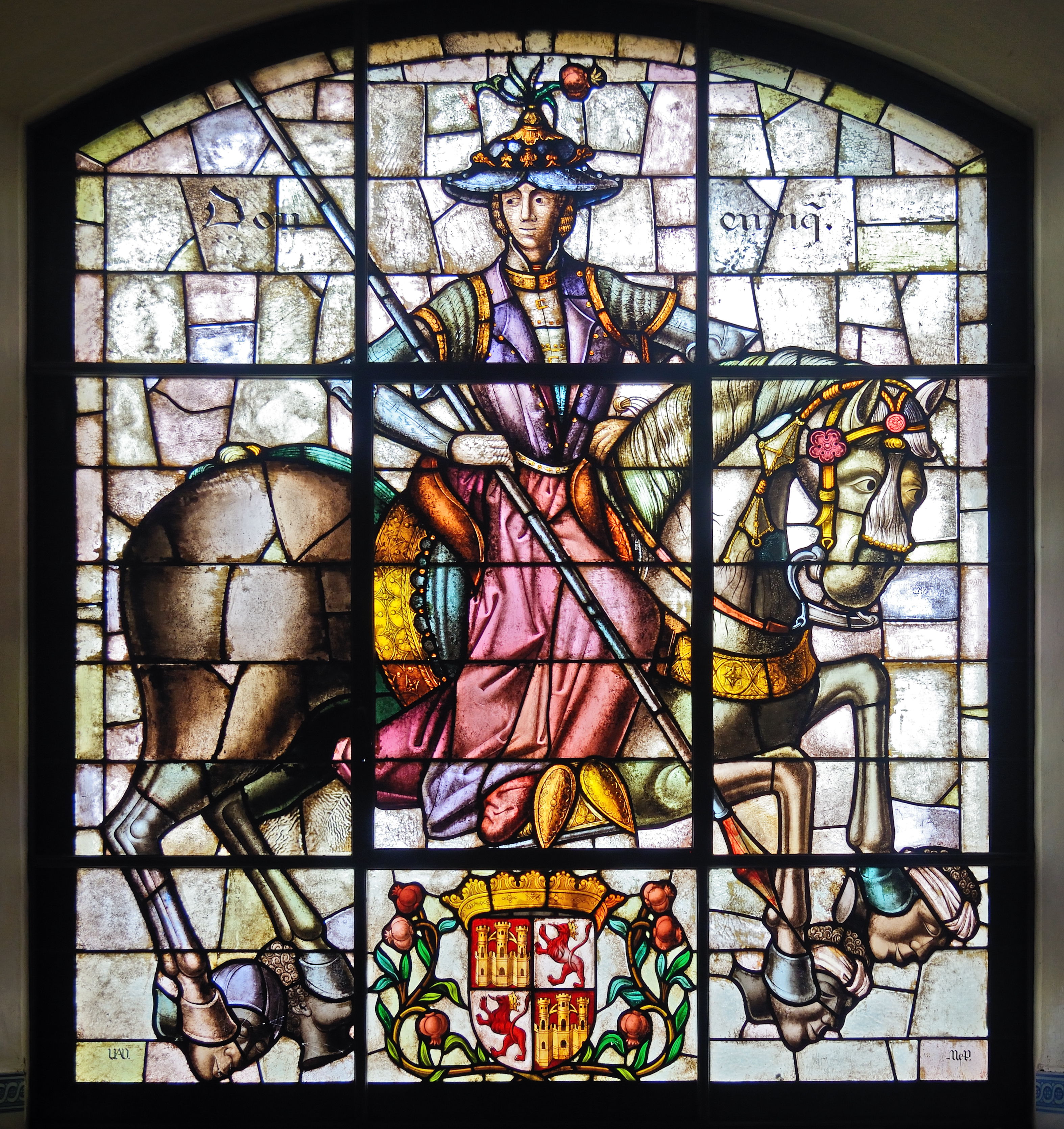
Vitrail avec l'image du roi Henri IV

## Source
- (en) Cet article est partiellement ou en totalité issu de l’article de Wikipédia en anglais intitulé « Alcázar of Segovia » (voir la liste des auteurs).